# TV Escola Digital Interativa
A TV Escola Digital Interativa foi uma tecnologia de transmissão de conteúdo via IP, desenvolvida para disponibilizar a programação da TV Escola às escolas públicas brasileiras. Esse sistema representava uma inovação na educação, sendo uma TV Digital com interatividade de Canal de Retorno Não-Dedicado, constituindo-se como a primeira experiência mundial de Televisão Digital Interativa Educacional.
O projeto TVEDI foi lançado pelo Ministério da Educação em 15 de dezembro de 2003, utilizando um equipamento desenvolvido no Brasil para oferecer cursos, avaliações e material didático a professores de comunidades carentes e remotas do país. O conteúdo era transmitido via satélite para receptores distribuídos pelo próprio Ministério da Educação.
O vídeo institucional de apresentação ainda pode ser acessado aqui.
O equipamento foi inteiramente desenvolvido no Brasil, conforme registro publicado em 3 de setembro de 2013 na Revista da Propriedade Industrial (nº 2.226), do Instituto Nacional da Propriedade Industrial (INPI). A patente, de número PI 0402062-6, foi depositada em nome de Luiz Orlando Algarra (BR/SP), Alberto Fernando Blumenschein Cruz (BR/SP) e Jean-Claude Frederic Frajmund (BR/DF).
O projeto-piloto foi realizado no laboratório de TV Digital da Universidade Presbiteriana Mackenzie e transmitido via satélites Brasilsat para 18 receptores instalados em escolas nos estados do Acre, Amazonas, Ceará, Espírito Santo, Goiás, Rio Grande do Sul e São Paulo. Diariamente, essas unidades recebiam quatro horas de conteúdo, que ficava armazenado no equipamento de recepção, permitindo o acesso posterior pelos professores da região.